# Vieremä
Vieremä – gmina w Finlandii, położona w centralnej części kraju, należąca do regionu Pohjois-Savo.
Z Vieremä pochodzi Kerttu Niskanen, fińska biegaczka narciarska, wicemistrzyni olimpijska, medalistka mistrzostw świata.